# Sede titolare di Peristasi
Peristasi (in latino Peristasiensis) è una sede vescovile titolare della Chiesa cattolica.

## Storia
Peristasi, corrispondente a Şarköy, nel distretto omonimo (provincia di Tekirdağ) in Turchia, sulla costa occidentale del mar di Marmara, è un'antica sede vescovile del patriarcato di Costantinopoli, suffraganea dell'arcidiocesi di Eraclea. Unita a Miriofito è stata una sede del patriarcato, dapprima come diocesi e poi come metropolia, fino agli inizi del XX secolo.
Dal XIV secolo Peristasi è annoverata tra le sedi vescovili titolari della Chiesa cattolica. Il titolo non fu più assegnato dal 1718, mentre contestualmente veniva eretta la sede titolare di Miriofito. Il titolo di Peristasi non compare più negli annuari pontifici dell'Ottocento e d'inizio Novecento fino alla sua restaurazione nel 1933; da questo momento il titolo non è ancora stato assegnato.

## Cronotassi
- Biagio di Trento † (menzionato nel 1363/1366)
- Princivalle, O.F.M. † (? - 29 maggio 1370 nominato vescovo di Ceo)
- Tommaso † (menzionato nel 1416)
- Stefano † (? deceduto)
- Cesare, O.F.M. † (19 marzo 1526 - ?)
- Thomas Joseph Nicolson † (7 settembre 1694 - 23 ottobre 1718 deceduto)